# Burofax
En España, el burofax es un servicio utilizado para el envío urgente de documentos que requieran de una entrega indiscutible, sirviendo de prueba frente a terceros, que se entrega siempre bajo firma del destinatario.
Aunque es marca registrada de Correos de España (M-2929970), el término se emplea frecuentemente como genérico. Las distintas empresas que en España comercializan este servicio, ofrecen como elemento complementario la certificación de texto, alguna de ellas incluso testimonio notarial de la misma, en la que se certifica el contenido del envío así como el resultado del mismo, por lo que constituye prueba plena de haberse enviado una comunicación concreta en la fecha certificada a un destinatario determinado.

### Burofax Online
Este servicio que nació en España como un envío de fax desde una oficina de correos, posteriormente ha ido evolucionando hasta ofrecer la posibilidad de que su imposición sea en línea. El Burofax Online ofrece mayores ventajas que el tradicional ya que es sencillo e inmediato, reduce costos, elimina trámites e intermediarios y ofrece un seguimiento en tiempo real de las comunicaciones, todo ello sin perder validez legal. Básicamente se trata de enviar un documento o notificación a través de un correo electrónico certificado, el cual emite un certificado digital con validez legal en el que se registra todo lo relacionado con la comunicación.